# Symphonie Pathétique
Symphonie Pathétique ist ein Roman des Schriftstellers Klaus Mann. Er handelt vom russischen Komponisten Peter Iljitsch Tschaikowsky. Klaus Mann schrieb den Roman im Jahr 1935. Er erschien im Querido Verlag in Amsterdam. 1948 entstand eine abgewandelte amerikanische Ausgabe. Der Name des Romans steht in Bezug auf Tschaikowskys 6. Sinfonie, die den Beinamen Pathétique trägt.

## Handlung
Der Komponist Tschaikowsky erhält in diesem Roman von Klaus Mann ein menschliches Denkmal über sein Leben und Wirken vor dem Hintergrund der Gesellschaft des späten 19. Jahrhunderts. In poetisch-einfacher und sehr nahbarer Art und Weise gelingt es Mann in diesem Werk, Peter Tschaikowsky als einen Romanhelden darzustellen, den man meint, selbst gekannt zu haben. Ohne Umschweife wird das Seelenleben des "ungewollt Reisenden" ausführlich behandelt. Zugleich werden auch die Beziehungen zu anderen zeitgenössischen Komponisten behandelt, zum Beispiel wird behauptet, dass Tschaikowsky einen förmlich ängstlichen Respekt vor dem deutschen Meister Brahms hat, gleichzeitig aber ein inniges Verhältnis zu Edvard Grieg und seiner Frau unterhält.
Tschaikowsky hegt eine Art Abhängigkeit zum eigenen Tod – oft gepaart mit Suizid-Gedanken. Vor allem der frühe Tod der Mutter (heute bekannt als Selbstmord), prägt ihn ein Leben lang. Seine größte unerfüllte Liebe ist die zu seinem heterosexuellen Neffen Wladimir, genannt Bob.
Klaus Mann räumt den seelischen Qualen des Komponisten hierum großen Raum ein, aber auch die Entstehung seiner Werke, vor allem seines Nussknackers und der letzten namensgebenden Pathétique werden mit dem Leben von Tschaikowsky verknüpft.
Das Werk endet mit einer theatralischen Erzählung von Tschaikowskys Tod.
Spekulativ bleibt der Selbstmord des Komponisten. In St. Petersburg kursiert 1893 die Cholera. Der von Selbstmordgedanken geplagte Musiker verlangt in einem Restaurant ein Glas Wasser – kein Mineralwasser, auf das ihn der Bedienstete unter Hinweis auf die Cholerawelle hinweist, sondern einfach nur Wasser. Er will sich vergiften, ohne dass es jemand bemerkt. Seiner Meinung nach ist Selbstmord eine Sünde, er aber ein gläubiger Mensch. Er meint, ein Glas Wasser zu trinken, könne keine Sünde sein, denn „[w]enn ich daran sterbe, dann sterbe ich, weil Gott mich nicht gesund gemacht hat.“ Er will gehen.
Klaus Mann beschreibt ausführlich die darauf folgende Agonie des Komponisten, der die Welt schließlich viel zu früh, aber offenbar vorbereitet, verlässt.

## Hintergründe
Klaus Mann und Pjotr Tschaikowski verband vor allem ihre Homosexualität. Während Mann sie offen auslebte, wirkte Tschaikowski eher verstört und ging eine unglückliche Scheinehe ein.
Mann musste eine amerikanische Neufassung schreiben, da er keinen Verleger in den USA fand. Hierfür steigerte er u. a. die homoerotischen Aspekte des Werkes.

## Ausgaben
- Erstausgabe: Symphonie Pathétique. Ein Tschaikowsky-Roman. Querido-Verlag, Amsterdam 1935. (GND)
- Englische Ausgabe: Pathetic Symphony. A novel about Tchaikovsky. Allen, Towne & Heath, New York 1948.
- Aktuelle Ausgabe: Symphonie Pathétique. Ein Tschaikowsky-Roman (= Rororo 22478). Mit einem Nachwort von Fredric Kroll. Erweiterte Neuausgabe. Rowohlt-Taschenbuch-Verlag, Reinbek bei Hamburg 1999, ISBN 3-499-22478-X. Neuausgabe: Rowohlt, Hamburg 2019, ISBN 978-3-499-27648-4.
- Hörbuch: Symphonie Pathétique. gelesen von Sylvester Groth, MDR, 2024[1]